# Banwolseong
Koordinaten: 35° 49′ 52,7″ N, 129° 13′ 24″ O
Das Banwolseong war eine Festung aus der Silla-Ära.
Von dem ehemaligen Königspalast südlich von Gyeongju ist heute nicht mehr viel zu sehen. Die weitläufigen Erdwälle lassen die Größe der historischen Anlage jedoch noch erahnen. 1741 wurde von einem unbekannten Ort ein Kühlhaus hierher verlegt, welches wahrscheinlich neuer als das Banwolseong ist. Es gab aber vermutlich ältere Kühlhäuser dieser Art, historische Aufzeichnungen besagen, dass sie bereits 1000 Jahre zuvor während der Silla-Dynastie benutzt wurden. Das Banwolseong wurde im Jahr 2000 in die Liste des UNESCO-Weltkulturerbe aufgenommen.
Banwol-seong liegt zwischen den zentrumsnahen Sehenswürdigkeiten und dem außerhalb liegenden Museum. Die parkähnliche Anlage lädt südkoreanische Schulklassen, für die Gyeongju auf dem Pflichtprogramm steht, zum Picknick und Spielen ein.